# Máy cơ đơn giản

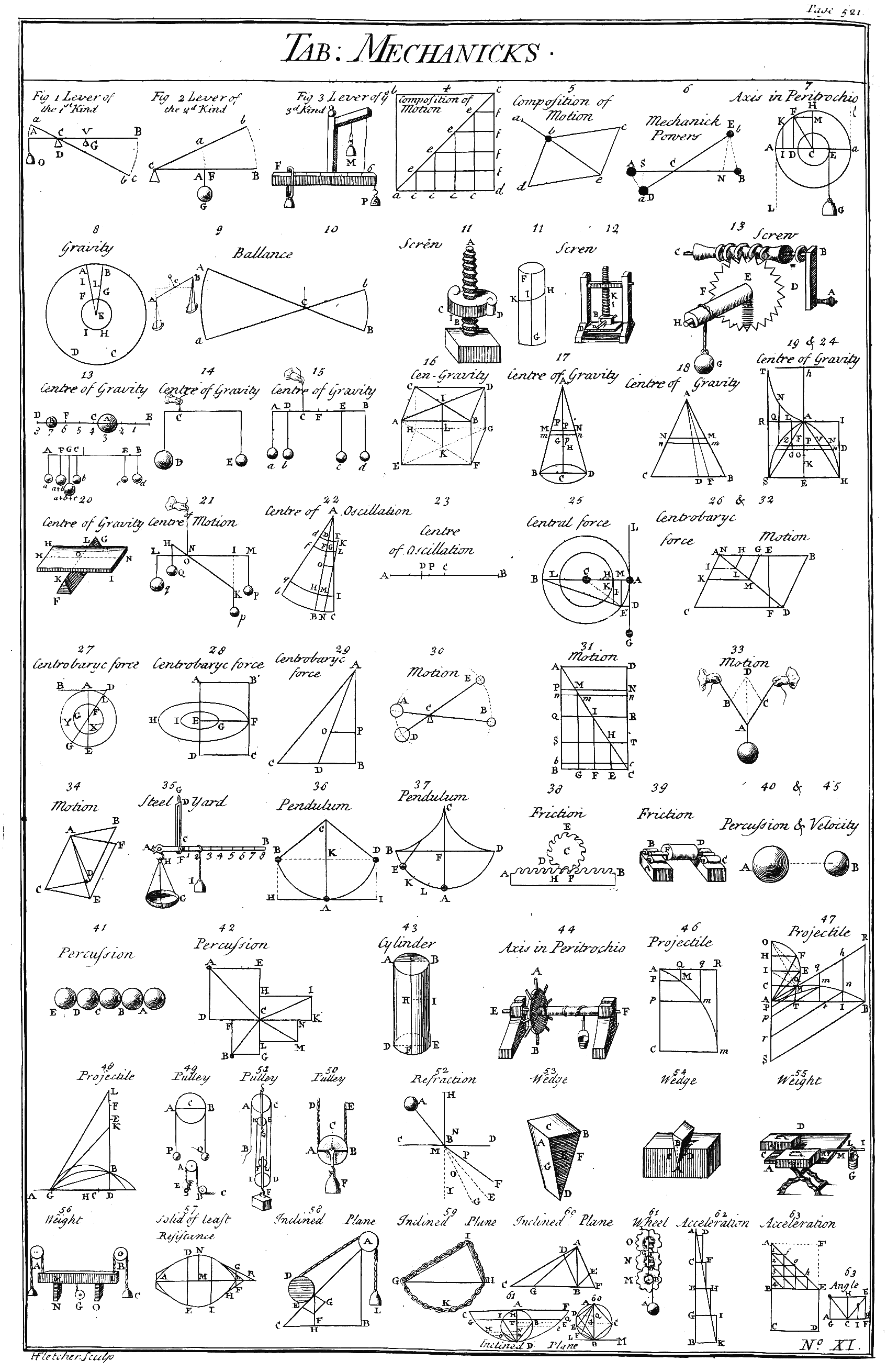
Bảng ghi chép các máy cơ đơn giản nằm trong Chambers' Cyclopædia, năm 1728. Các máy cơ đơn giản còn là bộ phận của các thiết bị phức tạp hơn

Máy cơ đơn giản (hay máy đơn giản) là một loai thiết bị cơ học dùng để thay đổi hướng hoặc độ lớn của lực. Nó là những mô hình đơn giản nhất để sử dụng những lợi thế của cơ học để tăng độ lớn của lực sản sinh ra và giảm độ lớn của lực tác dụng lên. Có 6 máy đơn giản được đề cập đến trong thời kỳ Phục Hưng:
- Bánh xe & trục
- Đinh, ốc
- Đòn bẩy
- Mặt phẳng nghiêng
- Nêm
- Ròng rọc

Mỗi máy cơ đơn giản chỉ cần một lực tác dụng duy nhất để sinh ra một lực mới. Trong điều kiện lý tưởng không có ma sát thì lực sinh ra bằng hoặc tỉ lệ với lực tác dụng lên máy đơn giản đó. Nếu lực sinh ra lớn hơn lực tác động thì quãng đường vật di chuyển sẽ nhỏ hơn quãng đường lực di chuyển theo tỉ lệ nghịch, từ đó phát minh ra 'công cơ học', rồi phát minh ra 'Định luật bảo toàn công cơ học'.

## Lịch sử hình thành
Các ý tưởng về máy đơn giản bắt nguồn từ nhà triết học Hy Lạp cổ đại Archimedes vào khoảng thế kỉ 3 TCN, ông đã phát minh ra ba loại máy đơn giản đầu tiên là: ròng rọc, đòn bẩy và đinh ốc. Do phát minh ra đòn bẩy, ông cũng đã có một câu nói rất nổi tiếng: "Hãy cho tôi một điểm tựa, tôi có thể sẽ nhấc bổng Trái Đất này lên!".

## Định luật về công
"Khi ta thực hiện công trực tiếp vào một vật thì công đó luôn không đổi khi sử dụng bất kỳ một máy cơ đơn giản nào. Công thực hiện phụ thuộc vào hai yếu tố là lực tác dụng và quãng đường lực đi theo tỉ lệ thuận". Trên thực tế công thực hiện khi sử dụng máy cơ đơn giản sẽ lớn hơn công thực hiện trực tiếp do phải thực hiện thêm công để thắng ma sát.

## Hiệu suất
Một máy đơn giản sử dụng một lực tác dụng để chống lại một lực tải.
Nếu bỏ qua ma sát thì công do lực này sinh ra trên vật đúng bằng công của tải. Hệ thức này như sau:
{\displaystyle {\frac {F}{P}}={\frac {h}{l}}}
Trong đó:
- F là lực tác dụng vào vật (tính theo N).
- h là chiều cao của máy cơ đơn giản (tính theo m).
- P là trọng lượng của vật (tính theo N).
- l là chiều dài máy cơ đơn giản (tính theo m).

Tỉ số giữa lực tải (lực cần tác dụng lên vật, còn gọi là công toàn phần) và lực do con người sinh ra (công có ích) được gọi là hiệu suất cơ học (mechanical advantage):
{\displaystyle H={\frac {\mathit {A_{i}}}{\mathit {A_{t}p}}}\times 100\%}
Trong đó:
- H là hiệu suất của máy cơ đơn giản (tính theo % hoặc không theo %).
- Ai là công có ích (Ai = P.h, tính theo J).
- Atp là công toàn phần (Atp = F.l, tính theo J).